# Koludrje
Koludrje este o localitate din comuna Sevnica, Slovenia, cu o populație de 42 de locuitori.